# 丰田乡 (新宁县)
丰田乡，是中华人民共和国湖南省邵陽市新宁县下辖的一个乡镇级行政单位。

## 行政区划
丰田乡下辖以下地区：
丰田村、龙华村、上丰村、白莲村、相山村、麻田村、马椅村、长冲塘村、当家村、长院村、坪丰村、堆子田村、庄丰村、麒麟村、大屋村、新江村、长凤村、茶坪村、马塘村、旺坪村、吉山村、永福村和龟山村。